# Saloá
Saloá este un oraș în Pernambuco (PE), Brazilia.